# IAnalyse
iAnalyse est un logiciel gratuit d’aide à l’analyse musicale développé par Pierre Couprie pour Macintosh. Il permet de synchroniser un fichier audio avec un ensemble d’images comme les pages d’une partition. De plus il calcule automatiquement la courbe des intensités et le sonagramme. Il est aussi possible d’importer des extraits de vidéo et de réaliser des analyses de musiques de film. Le sonagramme et les pages de la partitions peuvent ensuite être annotées à l’aide de graphismes, de textes, de marqueurs ou de curseurs se déplaçant au rythme de la musique. De plus, un système permet de repérer les principales fonctions musicales (structure, thèmes, tonalités, accords, unités sémiotiques temporelles, série de set-theorie, etc.). Enfin, l’ensemble des données d’analyse peuvent être affichées sous la forme de graphiques (évolution du tempo, superposition de courbes pour suivre jusqu’à 6 paramètres, diagramme formel, cycle des quintes, graphique synoptique, etc.).

## Configuration minimale
- Macintosh PowerPC G4, G5 ou Intel Core (2) Duo, 1,5 GHz,
- Système OS 10.4
- 512 Mo de RAM
- écran 1024×768 pixels ou plus.

## Langues
- français : logiciel, manuel et didacticiels vidéo
- anglais : logiciel

## Liens
- Téléchargement gratuit du logiciel